# Tor Nilsson
Tor Nilsson (Lund, Suecia, 20 de marzo de 1919-ídem, 13 de abril de 1989) fue un deportista sueco especialista en lucha grecorromana donde llegó a ser subcampeón olímpico en Londres 1948.

## Carrera deportiva
En los Juegos Olímpicos de 1948 celebrados en Londres ganó la medalla de plata en lucha grecorromana estilo peso pesado, tras el luchador turco Ahmet Kireççi (oro) y por delante del italiano Guido Fantoni (bronce).